# Paraves
Paraves su rasprostranjena grupa dinosaurusa teropoda koja je nastala u periodu srednje jure. Pored izumrlih dromeosaurida, troodontida, anhiornitida i verovatno skansoriopterigida, grupa takođe sadrži avialane, koje uključuju različite izumrle taksone, kao i preko 10.000 vrsta živih ptica. Bazalni članovi Paravesa su dobro poznati po posedovanju uvećane kandže na drugom prstu stopala, koja se kod nekih vrsta držala iznad tla kada hodaju. Postoji veliki broj različitih naučnih tumačenja odnosa između paravijanskih taksona. Nova otkrića i analize fosila čine klasifikaciju Paravesa aktivnim predmetom istraživanja.